# Ella Wilcke
Ellen (”Ella”) Kristina Wilcke, född 14 maj 1896 i Stockholm, död 1992, var en svensk författare och översättare.
Wilcke var dotter till fabrikören Valdemar Nielsen och Johanne Madsen. Hon tog en fil. kand. 1920 och gifte sig samma år med kaptenen Carl-Eric Wilcke.
”W:s fyra egna barn har i viss mån tjänat som förebilder i flera av hennes böcker. Hon besitter en stor förmåga att leva sig in i barns o ungdomars föreställningsvärldar. Hon har förutom sagor, barnberättelser o ungdomböcker även givit ut noveller o reseskildringar. ... Övers romaner, klassiska ungdomsböcker o radiopjäser för barn.” (Litteraturlexikon, 1974)

## Översättningar
- Ruth Feiner: Premiär: historien om två familjer (Yesterday dreams) (Saxon & Lindström, 1942)
- Marjorie Hill Allee: En länk i kedjan: kamratliv vid ett amerikanskt universitet (The great tradition) (Natur och kultur, 1942)
- Alfred Christian Westergaard: Lis och Vibs (Ringström & Ringström, 1947)
- Alice Guldbrandsen: Hans sju kvinnor (Herr Petit) (Hökerberg, 1951)
- Anne Frank: Anne Franks dagbok (Het achterhuis) (Hökerberg, 1953)
- Eva Seeberg: Det är hos mig han har varit (Det er meg han har vært hos) (Hökerberg, 1953)
- P. L. Travers: Mary Poppins i parken (Mary Poppins in the park) (AWE/Geber, 1953)
- Geoffrey Cotterell: Vara sig själv (Strait and narrow) (Hökerberg, 1954)
- Louisa May Alcott: Åtta kusiner (Eight Cousins) (Natur och kultur, 1955)
- Johanna Spyri: Heidi (Heidi) (ill. Heidi Lindgren) (1957)
- Mary Mapes Dodge: Silverskridskorna (Hans Brinker or The silver skates) (ill. Gunnar Brusewitz) (Natur och kultur, 1958)
- Ernst Schnabel: Vem var Anne Frank?: en bok om flickan som blev en legend (Hökerberg, 1958)
- Bergljot Hobæk Haff: Liv (Liv) (Almqvist & Wiksell/Geber, 1958)
- Mona Williams: Äkta makar (The marriage) (Geber, 1960)
- Hugh MacLennan: Sången till livet (The watch that ends the night) (AWE/Geber, 1960)
- P. L. Travers: Mary Poppins öppnar dörren (Mary Poppins opens the door) (1961)
- Mary Eden och Richard Carrington: Sängen (The philosophy of the bed) (Skoglund, 1962)
- Henry Treece: I korpens tecken (The last of the vikings) (Natur och kultur, 1964)
- Dikken Zwilgmeyer: Paul och Lollik (Paul og Lollik) (Natur och kultur, 1964)
- Peter Paul Hilbert: Djungeln en trappa upp (Zoo im ersten Stock) (Natur och kultur, 1966)
- Kathrine Allfrey: Dimitris hemlighet (Dimitri) (Natur och kultur, 1967)
- Brian Moore: Jag är Mary Dunne: porträtt av en kvinna (I am Mary Dunne) (Geber, 1969)

## Priser
- [Boklotteriets stipendiater 1964]